# Пардо, Карлос
Карлос Пардо (исп.  Carlos Pardo; 26 октября 1975, Мадрид) — испанский поэт, редактор, педагог.

## Биография
Окончил Гранадский университет. Преподавал в университетах Мадрида, Гранады, Кордовы. Служил в книжном магазине Центра искусств королевы Софии. Работает в издательстве «Антонио Мачадо». Главный редактор журнала поэзии Anónima, выпускаемого издательством Pre-Textos. В 2004—2011 один из организаторов (вместе с Фруэлой Фернандесом) международного поэтического фестиваля Cosmopoética в Кордове.

## Творчество
Первую книгу опубликовал в 19 лет. Его стихи представлены во всех поэтических антологиях конца ХХ — начала XXI вв. Они — вместе со стихами Элены Медель и Маркоса Кантели — вошли в книгу переводов Форреста Гандера на английский Three Spanish poets (2008, ). Кроме стихов, автор новелл, эссе, выпустил роман, получивший хорошие отзывы критики.

## Книги

### Стихи
- El invernadero (Madrid, Hiperión, 1995; финалист премии издательства Гиперион)
- Desvelo sin paisaje (Valencia, Pre-Textos, 2002; поэтическая премия имени Эмилио Прадоса)
- Обреченное утрате/ Echado a perder (Madrid, Visor, 2007; премия Поколение 27 года)

### Роман
- Жизнь Пабло/ Vida de Pablo (Cáceres, Editorial Periférica, 2011; рецензия Альмудены Грандес в газете El Pais)